# Ernest Gallo
Ernest Gallo, född 18 mars 1909 i Jackson, Kalifornien, USA, död 6 mars 2007 i Modesto, Kalifornien, USA, var en amerikansk företagsledare och vintillverkare.
Tillsammans med brodern Julio grundade Ernest Gallo E&J Gallo Winery som blev världens största vintillverkare. E&J har sitt säte Modesto, Kalifornien och tillverkar bland annat märken som Carlo Rossi och Bartles & Jaymes.
År 2006 var Ernest Gallo nummer 297 på tidskriften Forbes lista över de 400 mest förmögna amerikanerna, Forbes 400.